# Antonio Molinini
Antonio Molinini (Corato, 19 ottobre 1981 – Bari, 14 novembre 2021) è stato un compositore, polistrumentista e arrangiatore italiano.
Strumentista eclettico e autore versatile e prolifico, ha lasciato una vasta produzione di musica strumentale, cameristica, sacra, sinfonica, per film, nonché di musica leggera e jazz.
È stato docente di Armonia, Contrappunto, Fuga e Composizione presso i Conservatori di Bari e Monopoli e di Elementi di Composizione per la didattica, presso il Conservatorio di Trento

## Biografia
Diplomatosi al Conservatorio Niccolò Piccinni di Bari in Pianoforte, Composizione e Strumentazione per banda, è stato allievo di Luis Bacalov presso l’Accademia Musicale Chigiana (2005-2007). Nel novembre 2020 ha conseguito il diploma accademico di primo livello in Composizione Jazz. Attivo come polistrumentista in formazioni cameristiche e sinfoniche (pianoforte, pianoforte jazz, tastiere, corno, flicorno, tromba), ha insegnato nei Conservatori di Bari e Monopoli.

## Arrangiamenti
Ha arrangiato, in chiave jazz e sinfonica, brani per Fabio Concato e Sergio Cammariere. Come orchestratore, ha curato il Finale di Crux in Gloria, Messa solenne composta da musicisti del Conservatorio Piccinni di Bari ed eseguita in Vaticano in occasione della Canonizzazione di Padre Pio (2002) e la messa per coro ed orchestra sinfonica scritta da Don Antonio Parisi, eseguita in occasione del XXIV Congresso Eucaristico Nazionale.

## Discografia

### Album in studio
- 2012 – A sua insaputa
- 2012 – Senti
- 2015 – Io ho più orecchio di Bacco
- 2017 – Di albe e di tramonti (feat. Fabrizio Bosso)

### Raccolte
- 2010 – Amore in transito
- 2013 – Another day will come

### Singoli
- 2015 – L'amour ce soir
- 2020 – Parlami
- 2020 – City on Fire
- 2021 – Libera